# Ivan Matvéïtch
Ivan Matvéïtch est une nouvelle d’Anton Tchekhov, publiée en 1886.

## Historique
Ivan Matvéïtch est initialement publié dans la revue russe Le Journal de Pétersbourg, numéro 60, du 3 mars 1886, signée A.Tchékhonté.

## Résumé
Le savant se plaint que son jeune copiste, Ivan Matvéïtch, arrive chaque jour avec plusieurs heures de retard. C’est décidé : aujourd’hui, il va le chasser. Sa femme n’en croit pas un mot et le laisse dire.
Quand Ivan arrive, il le gronde rapidement, puis l’installe à son bureau et lui dicte ses travaux. Ivan l’interrompt souvent pour lui raconter de petites histoires. Le savant se perd dans ses pensées, revient à lui pour lui dire de bien mettre quarante lettres par ligne, puis comme un père à son fils, il lui conseille des lectures : Ivan Tourgueniev, Nicolas Gogol.
Ivan est bien chez le savant : il fait chaud, il y a des biscuits et des cigarettes. C'est une âme simple, mais il a compris que le savant est content de l’entendre raconter ses petites histoires.

## Édition française
- Ivan Matvéïtch, traduit par Madeleine Durand et Édouard Parayre, révision de Lily Dennis, Bibliothèque de la Pléiade, éditions Gallimard, 1967  (ISBN 978 2 07 0105 49 6).